# Футбол на летней Универсиаде 2009
Футбольные соревнования на летней Универсиаде 2009 проходили с 30 июня по 10 июля. Было разыграно 2 комплекта наград.

## Мужчины
| соревнование              | Золото  | Серебро | Бронза |
| ------------------------- | ------- | ------- | ------ |
| Мужской футбольный турнир | Украина | Италия  | Япония |

## Женщины
| соревнование              | Золото           | Серебро | Бронза         |
| ------------------------- | ---------------- | ------- | -------------- |
| Женский футбольный турнир | Республика Корея | Япония  | Великобритания |